# Islom Karimov
Islom Abdugʻaniyevich Karimov (in russo Ислам Абдуганиевич Каримов; Samarcanda, 30 gennaio 1938 – Tashkent, 2 settembre 2016) è stato un politico uzbeko, Presidente dell'Uzbekistan dal 1991 fino alla sua morte nel 2016.
Era per metà uzbeko, da parte di padre, e per metà tagiko, da parte di madre. Crebbe in un orfanotrofio statale sovietico e studiò poi ingegneria meccanica a Tashkent. Già membro del Partito Comunista dell'Unione Sovietica, presiedette la Repubblica dell'Uzbekistan dall'indipendenza del paese nel 1991 fino alla sua morte.

## Carriera politica

### Ascesa al potere
Karimov divenne un membro del Partito Comunista dell'Unione Sovietica, nel 1989 raggiunse la carica di segretario generale del partito in Uzbekistan e il 24 marzo 1990 fu proclamato Presidente della Repubblica Socialista Sovietica uzbeka. Il 1º settembre 1991 dichiarò l'indipendenza dell'Uzbekistan e vinse le prime elezioni presidenziali tenutesi il 29 dicembre dello stesso anno con l'86% delle preferenze. Le elezioni però furono dominate dai brogli, con propaganda di Stato e un conteggio delle schede falso, nonostante il candidato e leader principale del partito di opposizione Erk (libertà) Muhammad Solih, avesse la possibilità di partecipare alle elezioni.

### Presidenza
Nel 1995, Karimov estese il suo mandato fino al 2000 grazie ad un criticato referendum, e fu rieletto il 9 gennaio 2000 con il 91,9% di voti. Gli Stati Uniti d'America affermarono che quelle elezioni furono "né libere, né giuste e non offrirono ai cittadini uzbeki una scelta vera e propria". A prova di ciò l'unico candidato dell'opposizione Abdulhasiz Jalalov ammise che si candidò per far apparire le elezioni democratiche e che votò per Karimov. Il 27 gennaio 2002, Karimov vide approvare un altro referendum che gli fece estendere da cinque a sette anni la durata del mandato: le elezioni che dovevano tenersi inizialmente a dicembre 2005 si tennero a dicembre 2007.
Da dopo gli attentati dell'11 settembre l'Uzbekistan è considerato un alleato strategico per gli Stati Uniti nella "Guerra al terrorismo" per l'opposizione manifestata contro i Talebani. La Nazione ospitò un contingente americano nella base di Karshi-Khanabad, nota come K2, durante l'Invasione statunitense dell'Afghanistan. Questa mossa fu criticata da Human Rights Watch che sostenne che il governo statunitense avesse messo da parte la promozione dei diritti umani per ricevere appoggio durante l'operazione militare. Tuttavia, le relazioni tra Stati Uniti e Uzbekistan si deteriorarono nel maggio 2005, in seguito alle critiche espresse dal paese occidentale verso l'ex repubblica sovietica in relazione al massacro di Andijan e nel luglio 2005 i militari statunitensi abbandonarono la base di Karshi-Khanabad.
Karimov mobilitò l'esercito contro il Movimento Islamico dell'Uzbekistan e l'Hizb-ut-Tahrir, organizzazioni islamiche classificate come terroristiche proprio dal Presidente uzbeko. Il governo uzbeko condannò a morte in contumacia Tohir Yo'ldosh e Juma Namangani, i leader delle organizzazioni. Namangani morì in Afghanistan nel 2001 ma Tohir Yo‘ldosh è ancora vivo.
Nel 2007 Karimov cominciò la ricerca di un modo per concorrere alle elezioni presidenziali dello stesso anno: il politico era al secondo mandato e la Costituzione uzbeka non prevede un terzo mandato. Ciononostante il politico aggirò questo ostacolo accettando il 6 novembre 2007 la proposta del Partito Liberale Democratico e il 19 novembre la Commissione Elettorale annunciò l'approvazione della candidatura alle elezioni presidenziali. Tale decisione fu condannata dagli oppositori di Karimov come illegale.
Il 23 dicembre Karimov fu riconfermato per la terza volta presidente dell'Uzbekistan, conquistando l'88,1% delle preferenze. Osservatori dell'OCSE criticarono l'elezione come lontana dall'essere giusta, mentre gli osservatori della Comunità degli Stati Indipendenti e dell'Organizzazione di Shanghai per la cooperazione diedero una positiva valutazione dello svolgimento delle elezioni.
Il 27 agosto 2016 venne colto da un'emorragia cerebrale e ricoverato in terapia intensiva presso un ospedale militare di Tashkent. Morì il 2 settembre a 78 anni, a seguito dell'aggravarsi delle sue condizioni. Il governo e la tv di stato confermarono con un comunicato ufficiale la notizia del decesso, annunciando tre giorni di lutto nazionale. All'alba del 3 settembre il feretro di Karimov venne scortato da alcuni militari presso l'Aeroporto Internazionale di Tashkent, la capitale, dove venne caricato su un aereo presidenziale, alla volta di Samarcanda, città natale del defunto leader, dove si tennero i solenni funerali di Stato, celebrati con rito islamico, alla presenza di numerosi capi di Stato e primi ministri, rappresentanti 17 nazioni. Karimov è sepolto presso la necropoli di Shah-i-Zinda.

## Critiche

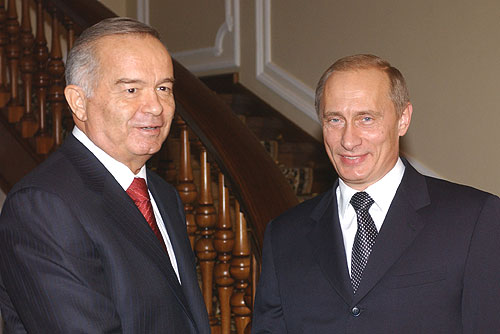
Islom Karimov con il presidente russo Putin (2004)

La comunità internazionale ha criticato ripetutamente l'amministrazione di Karimov per la mancata applicazione dei diritti umani e della libertà di stampa. In particolare Craig Murray, ambasciatore britannico dal 2002 al 2004, denunciò, durante il suo mandato e nel suo libro Murder in Samarkand, la corruzione nella Nazione e gli abusi dei diritti umani, come la bollitura a morte per gli oppositori. Le Nazioni Unite giudicarono la tortura "istituzionalizzata, sistematica e dilagante" nel sistema giuridico uzbeko.
Altra critica mossa nei confronti di Karimov è stata la responsabilità del prosciugamento del Lago d'Aral a causa della mancata cementificazione dei canali di irrigazione del cotone e dello sfruttamento eccessivo del fiume Amu Darya.

## Vita privata
La moglie di Karimov, Tatyana Akbarovna Karimova, è un'economista. La figlia maggiore, Gulnora Karimova, ha lavorato come consigliere nell'ambasciata uzbeka in Russia ed è noto che è stata proprietaria di un vasto impero finanziario che comprendeva il più importante operatore telefonico senza fili del paese, alcuni night club e una fabbrica di cemento. La figlia minore, Lola Karimova-Tillyaeva, è stata Rappresentante permanente dell'Uzbekistan all'UNESCO dal 2007 al 2018.